# Nekomataya
Nekomataya est le pseudonyme d'un mangaka japonais spécialisé dans le hentai. L'auteur est édité dans différents magazines tels que Comic kairakuten Beast (COMIC快楽天BEAST), COMIC Megastore (コミックメガストア), Futanari Excellent (ふたなりエクセレント) et Futanarikko Lovers (ふたなりっ娘らばーず).

## Œuvres
- Aimai Bitter Sweet - 曖昧ビタースイート
- Aoi Hitomi no Koneko-chan - 青い瞳の小猫ちゃん
- Aya Sakura Emaki - 彩桜絵巻
- Az U like - Az U like
- Butaiura no Nemuri-hime - 舞台裏の眠り姫
- Fude Asobi - ふであそび
- Fude to Boin - フデとボイン
- Hana Temari - はなてまり
- Icha Icha Unbalance - イチャイチャアンバランス
- Innyanko - 淫にゃん娘。
- Iyashikei Idol Himitsu no Aibiki - 癒し系アイドル秘密の逢引
- Juicy Pillow Talk - Juicy Pillow Talk
- Kamen no Shita no Mitsujou - 仮面の下の密情
- Kan hi Sakura - 寒緋桜
- Kasshoku no Niizuma - 褐色の新妻
- Misa Note - Misa Note
- Nakisuna no Yoru - 鳴砂の夜
- Ore no Yome A to Z - オレの嫁 A to Z
- Ryouboumochi - 両棒餅
- SAKURA-AN - 桜餡
- Seifuku no Ero Terrorist - 制服のエロテロリスト
- Shidare Sakura - シダレザクラ
- Taka no Tsume - タカノツメ
- Tetsu no Otome - 鉄の乙女
- Toshiue no Hito - 年上のひと
- Totsugeki Mama Tank - 突撃ママタンク
- Tsubuyaki Unbalance - つぶやきアンバランス

## Source
- (fr) Site non officiel